# Nízhniaya Gostagaika
Nízhniaya Gostagaika (del ruso: Нижняя Гостагайка) es un jútor del ókrug urbano de la ciudad-balneario de Anapa del krai de Krasnodar, en el sur de Rusia. Está situado en la orilla izquierda del río Gostagaika, 17 km al norte de la ciudad de Anapa y 128 km al oeste de Krasnodar. Tenía 707 habitantes en 2010.
Pertenece al municipio rural Primórskoye.

## Transporte
Por la localidad pasa la carretera federal M25 Novorosíisk-Port Kavkaz.